# Baetis braaschi
Baetis braaschi is een haft uit de familie Baetidae. De wetenschappelijke naam van de soort is voor het eerst geldig gepubliceerd in 1980 door Zimmermann.
De soort komt voor in het Palearctisch gebied.